# Rue René-Roeckel (Antony)
Pour les articles homonymes, voir Rue René-Roeckel.
La rue René-Roeckel est une voie de la commune française d'Antony dans les Hauts-de-Seine.

## Situation et accès
Cette voie, longue de 238 mètres est située dans le lotissement du Vert-Buisson. Elle relie l'avenue François-Molé à la rue du Jubilé.

## Origine du nom
Cette rue tient son nom du résistant René Roeckel, né le 28 septembre 1909 à Zellenberg, qui habitait dans cette rue et auquel les municipalités d'Antony et de Bourg-la-Reine ont tenu à rendre hommage.
René Rœckel, né 28 septembre 1909 à Zellenberg dans le Haut-Rhin, est un Alsacien. La Première Guerre mondial le rend à la France. En 1930, il réside à Bourg-la-Reine. Peu avant la Seconde Guerre mondiale, il adhère au Parti communiste français et devient secrétaire de la section locale en 1938. D'un courage et d'un sang-froid remarquables, il est un parfait membre des Francs-tireurs et partisans (FTP). Le 15 juillet 1943, sur ordre du colonel Gilles, avec Jean Camus, Louis Rachinel et un autre résistant, il exécute Franck Martineau, commissaire du district de Gonesse. Le 11 décembre 1943, à la gare d'Antony, il est arrêté à la suite d'une dénonciation. Il est accusé de tous les maux, est torturé mais ne parle pas. Sa femme est à son tour arrêtée, torturée, mais ne parle pas. Emprisonné à Fresnes, il est jugé le 16 mars par le tribunal militaire allemand siégeant à Paris et condamné à mort. Il est exécuté à la forteresse du Mont-Valérien le 24 mars 1944,.

## Historique
Cette voie portait à l'origine le nom de rue Henriette, prénom de la femme de M. Deveaud, propriétaire. Elle est classée dans la voirie urbaine depuis le 18 janvier 1938. Le 26 janvier 1945, la municipalité décide de lui donner le nom de René-Roeckel.

## Bâtiments remarquables et lieux de mémoire
Au no 8, habitait Vital Ferry.

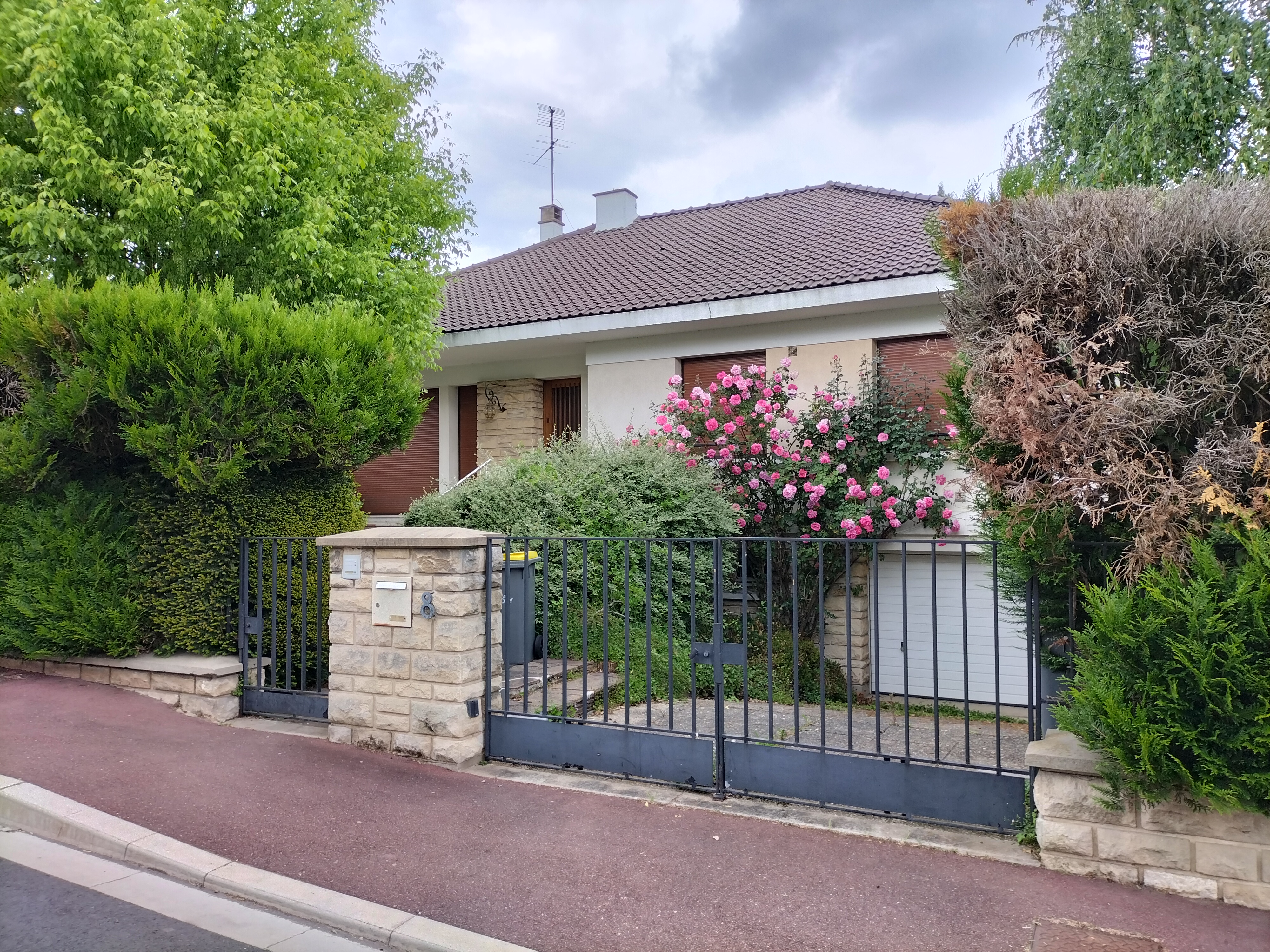
8, rue René-Roeckel.

Vital Emile Marcel Ferry, né le 16 janvier 1925 à Messein (Meurthe-et-Moselle) et mort le 25 décembre 2021 à Antony est un ingénieur en chef de la direction générale de l'Aviation civile (DGAC), historien de l'aéronautique française.
« L’aviation fut toute sa vie, privée et publique. Il avait fait de sa passion son métier, abordé tous ses domaines techniques et gravi tous les échelons d’une carrière débutée en 1946 au secrétariat général à l’Aviation civile et commerciale et achevée en 1990 à la direction générale de l’Aviation civile ». Après avoir pris sa retraite en janvier 1990, membre de la commission d’histoire, arts et lettres de l’Aéro-Club de France, collectionneur et membre de l’aéroclub de France, il publie de nombreux ouvrages et articles sur des sujets très divers concernant l’aviation :
- Ciels impériaux africains 1911-1940 ; les pionniers belges et français, éditions du Gerfaut, 2004  (ISBN 978-2-91462-258-5)
- Croix de Lorraine et croix du sud 1940-1942 : Aviateurs belges et de la France libres en Afrique, éditions du Gerfaut, 2005, 286 pages  (ISBN 978-2-91462-292-9)
- Du trimoteur au quadrijet : Le transport aérien en Afrique francophone 1940-1961, éditions du Gerfaut, 2006, 256 pages  (ISBN 978-2-35191-007-8)
- Des formations aéronautiques : De l'instruction à la formation aéronautique 1911-1960, éditions du Gerfaut, 2008  (ISBN 978-2-35191-028-3)
- Les ailes d’une administration - Le groupement aérien du SGACC, 1945-1973, avec Pierre Lauroua, éditions Bleu-Ciel, 2011, 191 pages,  (ISBN 978-2-91801-510-9)
- L'aviation française 1914-1918, Histoire & Collections, 2015, 176 pages  (ISBN 978-2-35250-369-9)
Recension par Philippe Ballarini, [lire en ligne].

Le 14 mai 2013, il est nommé au grade de chevalier dans l'ordre national du Mérite au titre de « ancien ingénieur en chef de l'aviation civile, historien de l'aéronautique ; 66 ans de services ».